# Список объектов всемирного наследия ЮНЕСКО в Болгарии
В списке Всеми́рного насле́дия ЮНЕ́СКО в Респу́блике Болга́рия значатся 10 наименований (на 2018 год), в том числе один трансграничный объект, что составляет 0,8 % от общего числа (1248 на 2025 год).
Из них 7 объектов включены в список по культурным критериям, причём 3 из них признаны шедеврами человеческого гения (критерий i), а оставшиеся 3 объекта, в том числе один трансграничный объект, включены по природным критериям, 1 из которых признан природным феноменом исключительной красоты и эстетической важности (критерий vii). Кроме этого, по состоянию на 29 января 2018 года, 16 объектов на территории Болгарии находятся в числе кандидатов на включение в список всемирного наследия. Народная Республика Болгария ратифицировала Конвенцию об охране всемирного культурного и природного наследия 7 марта 1974 года. Первые три объекта, находящиеся на территории Болгарии были занесены в список в 1979 году на 3-й сессии Комитета всемирного наследия ЮНЕСКО.

## Список утверждённых объектов
В данной таблице объекты расположены в порядке их добавления в список всемирного наследия ЮНЕСКО.
| #  | Изображение | Название | Местоположение | Время создания            | Год внесения в список | №      | Критерии      |
| -- | ----------- | --- | --- | ------------------------- | --------------------- | ------ | ------------- |
| 1  |             | Боянская церковь (болг. Боянска църква)                                                                                   | Город: София Область: София-город | XIII век                  | 1979                  | 42     | ii, iii       |
| 2  |             | Мадарский всадник (болг. Мадарски конник)                                                                                 | Ближайшее поселение: Мадара Область: Шуменская | 750 — 801 годы            | 1979                  | 43     | i, iii        |
| 3  |             | Скальные церкви у села Иваново (болг. Ивановски скални църкви)                                                            | Поселение: Иваново Область: Русенская | XIII век — XVII век       | 1979                  | 45     | ii, iii       |
| 4  |             | Фракийская гробница в Казанлыке (болг. Тракийска гробница в Казанлък)                                                     | Город: Казанлык Область: Старозагорская | конец IV века до н. э.    | 1979                  | 44     | i, iii, iv    |
| 5  |             | Старый город в Несебыре (болг. Стар град в Несебър)                                                                       | Город: Несебыр Область: Бургасская | VI век до н. э. — XIX век | 1983                  | 217    | iii, iv       |
| 6  |             | Национальный парк Пирин (болг. Национален парк „Пирин“)                                                                   | Область: Благоевградская | —                         | 1983 расширен в 2010  | 225    | vii, viii, ix |
| 7  |             | Рильский монастырь (болг. Рилски манастир)                                                                                | Гора: Рила Ближайший город: Рила Область: Кюстендилская | конец X века              | 1983                  | 216    | vi,           |
| 8  |             | Природный резерват Сребырна (болг. Природен резерват „Сребърна“)                                                          | Ближайшее поселение: Сребырна Область: Силистренская | —                         | 1983                  | 219bis | x             |
| 9  |             | Фракийская гробница в Свештарах (болг. Тракийска гробница в Свещари)                                                      | Ближайшее поселение: Свештари Область: Разградская | III век до н. э.          | 1985                  | 359    | i, iii        |
| 10 |             | «Девственные буковые леса Карпат и древние леса Германии»: а) Национальный парк Центральный Балкан б) Резерват «Царичина» | Области: Ловечская, Пловдивская, Старозагорская, Софийская, Габровская (совместно с Австрией, Албанией, Бельгией, Испанией, Италией, Польшей, Румынией, Словенией, Украиной, Хорватией) | —                         | 2007                  | 1133   | ix            |

## Список предложенных объектов
В таблице объекты расположены в порядке их добавления в предварительный список. В данном списке указаны объекты, предложенные правительством Болгарии в качестве кандидатов на занесение в список всемирного наследия.
| #  | Изображение | Название                                                                                              | Местоположение                                                                                  | Время создания                | Год внесения в список | №    | Критерии         |
| -- | ----------- | --- | ----------------------------------------------------------------------------------------------- | ----------------------------- | --------------------- | ---- | ---------------- |
| 1  |             | Музей «Неолитические жилища» в Стара-Загоре (болг. Неолитни жилища в Стара Загора)                    | Город: Стара-Загора Область: Старозагорская                                                     | VI тысячелетие до н. э.       | 1984                  | 44   | iii, iv          |
| 2  |             | Пещера Магура (болг. Магура)                                                                          | Ближайшее поселение: Рабиша Область: Видинская                                                  | 100 000 — 40 000 лет до н. э. | 1984                  | 45   | не указаны       |
| 3  |             | Древнеримский город Никополис ад Иструм (болг. Римски град Никополис ад Иструм)                       | Ближайшее поселение: Никюп Область: Великотырновская                                            | 102                           | 1984                  | 47   | iii, iv          |
| 4  |             | Древнеримская гробница в Силистре (болг. Римска гробница в Силистра)                                  | Город: Силистра Область: Силистренская                                                          | IV век                        | 1984                  | 48   | i, iii           |
| 5  |             | Бачковский монастырь (болг. Бачковски манастир)                                                       | Ближайшее поселение: Бачково Область: Пловдивская                                               | 1083                          | 1984                  | 49   | i, iv, vi        |
| 6  |             | Город Мелник и Роженский монастырь (болг. Град Мелник и Роженски манастир)                            | Город: Мелник Область: Благоевградская                                                          | XIII век                      | 1984                  | 50   | i, iv            |
| 7  |             | Национальный парк Русенский Лом (болг. Национален парк „Русенски Лом“)                                | Ближайший город: Русе Область: Русенская                                                        | —                             | 1984                  | 54   | не указаны       |
| 8  |             | Старинный Пловдив (болг. Старинен Пловдив)                                                            | Область: Пловдивская                                                                            | VI тысячелетие до н. э.       | 2004                  | 1948 | ii, iv, vi       |
| 9  |             | Александровская гробница (болг. Александровска гробница)                                              | Ближайший город: Александрово Область: Хасковская                                               | IV век до н. э.               | 2004                  | 1949 | не указаны       |
| 10 |             | Природный заповедник Врачанский карст (болг. Природен резерват „Врачански карст“)                     | Ближайший город: Враца Область: Врацкая                                                         | —                             | 2011                  | 5639 | vii, viii, ix, x |
| 11 |             | Белоградчикские скалы (болг. Белоградчишки скали)                                                     | Ближайший город: Белоградчик Область: Видинская                                                 | —                             | 2011                  | 5640 | vii, viii        |
| 12 |             | Национальный парк Центральный Балкан (болг. Национален парк „Централен Балкан“)                       | Области: Ловечская, Пловдивская, Старозагорская, Софийская, Габровская                          | —                             | 2011                  | 5641 | vii, viii, ix, x |
| 13 |             | Скальное образование Побити камни (болг. Побити камъни)                                               | Ближайший город: Варна Область: Варненская                                                      | —                             | 2011                  | 5642 | vii, viii        |
| 14 |             | Царский некрополь фракийского города Севтополя (расширение объекта «Фракийская гробница в Казанлыке») | Ближайший город: Казанлык Область: Старозагорская                                               | IV—V вв. до н. э.             | 2016                  | 6085 | i, ii, iii, iv   |
| 15 |             | Укреплённые рубежи Римской империи (Дунайский лимес в Болгарии)                                       | Области: Видинская, Монтанская, Врацкая, Плевенская, Великотырновская, Русенская, Силистренская | I—VI вв.                      | 2016                  | 6126 | ii, iii, iv      |
| 16 |             | Большая базилика и позднеантичные мозаики Филиппополя                                                 | Город: Пловдив Область: Пловдивская                                                             | IV—VI вв.                     | 2018                  | 6287 | ii, iii, iv, vi  |